# Скопяни
Скопяни (единствено число скопянец, на македонска литературна норма: скопјани, скопјанец, на албански: shkupjanë, shkupjan, на сръбски: скопљаци) са жителите на град Скопие, столицата на Северна Македония. В България със скопяни разговорно могат да се обозначават не жителите на града, а властите на страната. Такова е и положението в Гърция, където Σκοπιανοί освен „правителството в Скопие“, може да означава и просто жителите на страната.
Това е списък на най-известните жители на Скопие.

## Родени в Скопие
А – Б – В – Г – Д – Е – Ж – З – И – Й – К – Л – М – Н – О – П – Р – С – Т – У – Ф – Х – Ц – Ч – Ш – Щ – Ю – Я

### А
- Абдурахим Буза (1905 – 1987), албански художник
- Аднан Кахил (р. 1960), северномакедонски политик
- Александра Димитрова (р. 1977), северномакедонска писателка
- Александър Прокопиев (р. 1953), северномакедонски писател
- Александър Спасов (1925 – 2003), писател от Република Македония
- Али Сервер Сомунджиоглу (1912 – 1959), турски политик
- Ана Стояновска (р. 1988), северномакедонска актриса
- Ангел Митрев – Героя (1919 – 2008), български общественик, дисидент
- Анита Бошковска, северномакедонска съдийка
- Андон Стефанов, доброволец в четата на Георги Бабаджанов през Сръбско-българската война в 1885 година[1]
- Андрея Йован, Влашка махала, българин, православен, арестуван на 25 ноември 1903 година, обвинен, че „в името на комитета търсел пари от скопския механджия Мисаил“, осъден на 3 години каторга, амнистиран с общата амнистия от 12 април 1904 година[2]
- Антон Ахчиев, български възрожденски деец, поддържал кореспонденция с Джинот[3]
- Антон Панчев Божковски, български общественик, през Първата световна война награден с орден „Св. Александър“ за укрепване на националния дух в Македония[4]
- Антони Пешев (р. 1962), северномакедонски политик
- Армандо Алемдар Ара (Армандо Байрактари) (р. 1972), турски художник
- Асен Симитчиев (1916 – ?), икономист и политик от Северна Македония
- Асен Тодоров (1913 – 1990), новинар от Социалистическа република Македония
- Атанас (Антон) Вучидолов (1865 – ?), български лекар, учил в Робърт колеж от 1879/1880 до 1886/1887 година, когато завършва[5] следтова завършил медицина в Монпелие и Лион[6]
- Атанасий II Гаврилович, печки патриарх от 1747 до 1752 година
- Аце Йован, от махалата Хараджи Салахудин, българин, православен, арестуван на 2 юли 1903 година, обвинен в „организиране на комитет в Скопие и участие в бунтовническите подготовки, в които с револвер е убит Стоян, търговец на строителен дървен материал, когото планирали да го убият, защото не им давал парите, поискани за поддръжка на делата на комитета; при това бил ранен и Търпе, който бил до Стоян“, осъден на 3 години затвор в твърдина, амнистиран с общата амнистия от 12 април 1904 година[7]
- Ацо Йовановски (1930 - 2016), актьор от Република Македония

### Б
- Беди Ибрахим (р. 1959), северномакедонски скулптор, художник и сценограф
- Беким Незири (р. 1975), северномакедонски политик
- Бекир Халими (р. 1971), албански революционер и радикален имам
- Биляна Беличанец-Алексич (р. 1973), северномакедонска актриса
- Бобан Бабунски (р. 1968), северномакедонски футболист
- Богдан Баров (1885 – 1941), български революционер и писател
- Божидар Димитров Ненов (1876 – ?), завършил зъболекарство в Харков в 1911 г.[8]
- Борис Вишински (р. 1929), северномакедонски писател
- Борис Дрангов (1872 – 1917), български военен деец
- Борис Атков (1904 – 1989), интербригадист и партизанин
- Борислав Благоев (1912 – 2009), юрист от Република Македония, професор в Скопския университет
- Борислав Георгиев Настев (? – 1944), български военен деец, подпоручик, загинал през Втората световна война[9]
- Бояна Атанасовска (р. 1985), северномакедонска певица
- Благой Давков (1921 – 1943), югославски партизанин
- Бранко Обрадович (1907 – ?), югосласки партизанин
- Буяр Османи (р. 1979), северномакедонски политик

### В
- Валентина Стефановска (р. 1969), северномакедонска скулпторка
- Вальон Сарачини (р. 1981), северномакедонски политик
- Вангел Скопянчето (1875 – 1915), сръбски революционер
- Васил Гавазов (1888 – 1922), български офицер, капитан
- Васил Диме, от махалата Гази Ментеш, Битоля, българин, православен, арестуван на 2 юли 1903 година, обвинен в „организиране на комитет в Скопие и участие в бунтовническите подготовки, в които с револвер е убит Стоян, търговец на строителен дървен материал, когото планирали да го убият, защото не им давал парите, поискани за поддръжка на делата на комитета; при това бил ранен и Търпе, който бил до Стоян“, осъден на 3 години затвор в твърдина, амнистиран с общата амнистия от 12 април 1904 година[10]
- Васил Дилев (1913 – 2011), футболист от Социалистическа република Македония
- Васил Тупурковски (р. 1951), северномакедонски юрист, политик и историк
- Василие Йованович (1874 – 1970), сръбски политик
- Васка Илиева (1927 – 2001), певица от Република Македония
- Васко Наумовски (р. 1980), северномакедонски политик
- Велко Мандарчев (1874 – ?), български революционер
- Вени Марковски (р. 1968), български общественик, Интернет пионер
- Венко Марковски (1915 – 1988), български и македонски литератор
- Венко Филипче (р. 1977), северномакедонски лекар и политик, министър
- Вера Венедикова (1916 – 1994), българска етнографка
- Вера Недкова (1906 – 1996), българска художничка
- Весна Ацевска (р. 1952), северномакедонска писателка
- Виктор Канзуров (р. 1971), български журналист и патриот от Северна Македония
- Виктор Лилчич (р. 1956), северномакедонски археолог
- Висар Фида (р. 1971), северномакедонски политик
- Владимир Димов (р. 1956), северномакедонски политик
- Владимир Думев (1900 – 1934), български революционер и учен, преподавател в Медицинския факултет на СУ (днес Медицинска академия)
- Владимир Константинов (1848 – ?), ученик в римокатолическата семинария „Св. Атанасий“ в Рим (1861)[11]
- Владимир Милчин (р. 1947), северномакедонски режисьор
- Владимир Пешевски (р. 1970), северномакедонски политик
- Владо Бучковски (р. 1962), северномакедонски министър-председател
- Владо Яневски (р. 1960), северномакедонски музикант

### Г
- архиепископ Гаврил (Георги Милошев) (1912 – 1996), глава на Македонската православна църква
- Газанфер Байрам (р. 1943), северномакедонски художник
- Гане Тодоровски (1929 – 2010), филолог и писател
- Ганка Самоиловска-Цветанова (р. 1968), северномакедонски политик, министър
- Ганчо Георгиев Алексов (2 юли 1915 – ?), завършил в 1941 година право в Софийския университет[12]
- Гена Велева-Църнушанова (1902 – 1979), българска революционерка и общественичка
- Георги Атанасов, български революционер от ВМОРО, четник на Александър Георгиев[13]
- Георги Блажо,[14] от махалата Хараджи Салахудин, българин, православен, арестуван на 2 юли 1903 година, обвинен в „организиране на комитет в Скопие и участие в бунтовническите подготовки, в които с револвер е убит Стоян, търговец на строителен дървен материал, когото планирали да го убият, защото не им давал парите, поискани за поддръжка на делата на комитета; при това бил ранен и Търпе, който бил до Стоян“, осъден на 3 години затвор в твърдина, амнистиран с общата амнистия от 12 април 1904 година[15]
- Георги Пане Жожо, Влашка махала, българин, православен, арестуван на 19 август 1903 година, обвинен в „изработка на символи за членовете на бунтовническата организация“, осъден на 1 година затвор, амнистиран с общата амнистия от 12 април 1904 година[16]
- Георги Томовски (р. 1977), северномакедонски художник
- Гордан Караман (р. 1938), зоолог от Черна гора
- Горян Георгиев (р. 1965), северномакедонски художник
- Гоце Смилевски (р. 1975), северномакедонски писател
- Градимир Козомарич (1898 – след 1941), юрист и журналист[17]
- Гьоко Зайков (р. 1995), северномакедонски футболист
- Гъзиме Старова (р. 1946), северномакедонска съдийка

### Д
- Дамян Манчевски (р. 1978), северномакедонски политик
- Дарко Панчев (р. 1965), северномакедонски футболист
- Дарко Тасевски (р. 1984), български футболист
- Деница Ручигай (1934 – 1963), северномакедонска поетеса
- Денко Малески (р. 1946), северномакедонски политик
- Джемаил Максут (1933 – 2001), актьор от Република Македония
- Диме Даме, от махалата Хараджи Салахудин, българин, православен,[2] арестуван на 2 юли 1903 година, обвинен в „организиране на комитет в Скопие и участие в бунтовническите подготовки, в които с револвер е убит Стоян, търговец на строителен дървен материал, когото планирали да го убият, защото не им давал парите, поискани за поддръжка на делата на комитета; при това бил ранен и Търпе, който бил до Стоян“, осъден на 3 години затвор в твърдина, амнистиран с общата амнистия от 12 април 1904 година[18]
- Диме Николов (1831 – ?), български общественик
- Диме Спасов (р. 1985), северномакедонски политик
- Димитри Иванов, от село Ручка, Битоля, българин, православен, арестуван на 26 юни 1903 година, обвинен в „организиране на комитет в Скопие и участие в бунтовническите подготовки, в които с револвер е убит Стоян, търговец на строителен дървен материал, когото планирали да го убият, защото не им давал парите, поискани за поддръжка на делата на комитета; при това бил ранен и Търпе, който бил до Стоян“, осъден на 6 години затвор в твърдина, амнистиран с общата амнистия от 12 април 1904 година[15]
- Димитрина Михайлова (р. 1942), българска ономастка
- Димитър Льоровски (р. 1981), северномакедонски историк
- Димитър Иванов Стойков (? – 1918), български военен деец, поручик, загинал през Първата световна война[19]
- Димитър Стоянов Стойчев (21 септември 1914 – ?), завършил в 1942 година право в Софийския университет[20]
- Димитър Титизов (1902 – 1929), български общественик
- Димитър Хаджиниколов, български революционер от ВМОРО, четник на Петър Журски[21]
- Димитър Шалев (1894 – 1960), български общественик
- Димитър Яновски, поет от СР Македония, осъден на 8 години затвор за излязлата си през 1974 година в списание „Современост“ поема „Без заглавие“, отхвърляща сърбокомунистическия режим и властващата македонистка идеология във Вардарска Македония[22]
- Димо Тодор от махалата Гази Ментеш, българин, православен, арестуван на 25 ноември 1903 година, обвинен, че „в името на комитета искал пари от скопския механджия Мисаил“, осъден на 3 години каторга, амнистиран с общата амнистия от 12 април 1904 година[14]
- Димче Цветанов, български революционер
- архиепископ Доситей (Димитрия Стойковски) (1906 – 1981), глава на Македонската православна църква
- Драган Вучич (р. 1955), композитор и певец от Югославия и Северна Македония
- Драган Ташковски (1917 – 1980), югославски псевдоисторик
- Драган Тевдовски (р. 1979), политик от Северна Македония
- Драги Кръстевски (1930 – 1987), югославски актьор
- Драголюб Баич (1900 – 1966), сръбски актьор
- Драгослав Аврамович (1919 – 2001), сръбски икономист
- Дрита Старова-Керими (р. 1984), северномакедонска художничка
- Дритон Кучи (р. 1987), северномакедонски политик, министър на икономиката
- Душко Аврамов (1938 – 1998), детски поет от Република Македония

### Е
- иконом Евтим К. Чешмеджиев, български духовник, архиерейски наместник в Куманово и Сяр
- Екатерина Симидчиева (1872 – 1899), българска героиня
- Елвира Рахич (р. 1975), северномакедонска и босненска певица
- Елена Ристеска (р. 1986), северномакедонска певица
- Елица Петрова Якимова (15 март 1918 – ?), завършила в 1941 година немска филология в Софийския университет[23]
- Емил Калешковски (р. 1977), северномакедонски писател
- Емил Киряс (р. 1975), северномакедонски политик, генерален секретар на Либералния интернационал
- Есма Реджепова (р. 1943), северномакедонска музикантка
- Елена Гюркович (1924 – 2004), политик от Социалистическа република Македония

### Ж
- Живко Гелев, български емигрантски общественик

### З
- Зафир Машаров, български революционер, участник в Охридското съзаклятие от 1880 – 1881 г., умрял преди 1918 г.[24]
- Зимрете Якупи (р. 1963), северномакедонски политик, депутат от ДСИ
- Златка Поповска (р. 1948), северномакедонски политик
- Зоран Димов (р. 1958), генерал-майор от Северна Македония
- Зоран Кръстевски (р. 1960), северномакедонски политик

### И
- Иван Антоновски (р. 1990), северномакедонски поет
- Иван Машаров (1880 – ?), български юрист, завършил право в Лозанския университет в 1907 г.[25]
- Иван Николов, български революционер от ВМОРО, четник на Богдан Баров[26]
- Иван Спиридонов, учил духовна семинария в Одеса, Екатеринослав, Харков и Чернигов до 1900 г.[27]
- Иван Тричковски (р. 1987), северномакедонски футболист
- Иван Цоков (1872 – ?), български просетен деец[28][29]
- Иван Шалев (1923 – ?), български публицист, концлагерист след Деветосептемврийския преврат, член на Македонския научен институт. Син на Димитър Шалев.[30][31]
- Иванка Петрович (р. 1939), хърватска литературна историчка, медиевист.[32]
- Ивица Боцевски (р. 1977), северномакедонски учен и политик
- Игор Ксионжик (р. 1963), сръбски оперен певец
- Ирена Колищъркоска Настева (р. 1956), северномакедонска археоложка
- Игор Марковски (р. 1963), български журналист
- Игор Исаковски (р. 1970), северномакедонски писател
- Илинка Митрева (р. 1950), северномакедонски учен и политик
- Имер Селмани (р. 1968), северномакедонски политик от албански произход
- Исак Адиджес (р. 1937), северномакедонски учен
- Исмаил Дарлища (р. 1964), северномакедонски политик
- Ихсан Сояк (р. 1909), турски политик

### Й
- Йован Бошковски (1920 – 1968), писател от Социалистическа република Македония
- Йован Петруш, от махалата Ибни Коджаджик, българин, православен, арестуван на 2 юли 1903 година, обвинен в „организиране на комитет в Скопие и участие в бунтовническите подготовки, в които с револвер е убит Стоян, търговец на строителен дървен материал, когото планирали да го убият, защото не им давал парите, поискани за поддръжка на делата на комитета; при това бил ранен и Търпе, който бил до Стоян“, осъден на 3 години затвор в твърдина, амнистиран с общата амнистия от 12 април 1904 година[7]
- Йован Тофовски (р. 1940), северномакедонски политик
- Йовица Ивановски (р. 1961), северномакедонски поет
- Йордан Ненов, български революционер от ВМОРО, четник на Михаил Чаков[33] и на Васил Аджаларски[34]
- Йосиф Чешмеджиев (1890 – 1964), български композитор и диригент

### К
- Калиник I Печки (? – 1710), печки патриарх от 1693 до 1710 година
- Катерина Георгиевска, северномакедонска съдийка
- Катерина Венедикова (р. 1942), българска историчка и епиграф
- Кемал Доган (1879 – 1951), турски генерал
- Кирил Миноски (р. 1971), северномакедонски политик
- Кирил Симеонов (1915 – 1984), български и югославски футболист
- Кирил (Киро) Иванов, български революционер от ВМОРО, четник на Петър Ангелов[35] и на Йордан Спасов[36]
- Константин Андонов (1883 – ?), български революционер от ВМОРО, четник на Петър Апостолов
- Константин Минов (1868 – 1905), сръбски свещеник
- Коле Ангеловски (р. 1933), актьор от Социалистическа република Македония
- Коста Трайков, български свещеник, през Първата световна война награден с орден „Св. Александър“ за укрепване на националния дух в Македония[37]
- Костадин Машаров, български учител, фолклорист, общественик
- Коце Траяновски (р. 1956), северномакедонски политик, член на ВМРО-ДПМНЕ
- Коце Стояновски (1914 – 1944), югославски партизанин
- Кральо Марков (1839 – ?), български общественик
- Крум Бояджиев (1904 – 1974), български музикант и хоров диригент
- Кямуран Тахир (р. 1925), югославски партизанин и политик от Социалистическа република Македония

### Л
- Л. Луканов, български революционер, деец на ВМОРО[38]
- Лазар Еленовски (р. 1971), северномакедонски политик
- Лазар Симидчиев, български публицист, просветен деец и революционер, деец на ВМОК
- Лазар Танев (1884 – ?), политик от Социалистическа република Македония, бивш кмет на Скопие
- Лаура Павлович, сръбска оперна певица
- Лидия Димковска (р. 1971), северномакедонска писателка
- Лиляна Албанска (1917 – 2002), българска филоложка и библиотекарка
- Лиляна Ингилизова–Ристова (р. 1946), северномакедонска юристка
- Лиляна Манева (1917 – ?), югославска партизанка и политичка
- Линдита Алиу (р. 1962), албанска писателка от Северна Македония
- Лука Костов Патрев, български революционер от ВМОРО, четник на Александър Георгиев[39]
- Любен Димитров Галев (1904 – ?), в 1930 година завършил математика в Софийския университет,[40] автор на учебници
- Любомир Фръчковски (р. 1957), северномакедонски юрист и политик
- Любомир Хаджиниколов, (1886 – ?), македоно-одрински опълченец, инжинерно-техническа част и лазарет, награден със сребърен кръст [41] завършил с двадесет и втория випуск Солунската българска мъжка гимназия през 1907 година[42] и 1913 година химия в Софийския университет.[43]
- Любчо Мешков (р. 1948), северномакедонски политик
- Люпка Димитровска (1946 – 2016 г.), хърватска поп певица родом от Македония

### М
- Магдалена Янева (р. 1934), северномакедонска балерина
- Майда Тушар (р. 1950), северномакедонска актриса
- Майка Тереза (1910 – 1999), католическа монахиня
- Максим I Печки (? – 1680), печки патриарх от 1655 до 1680 година
- Мане Трайков, български революционер от ВМОРО, четник на Михаил Чаков[44]
- Марко Кръстев, български революционер от ВМОРО, четник на Петър Ангелов[45]
- Манчо Манчевски (1910 – 1997), режисьор от Република Македония
- Маргарита Цаца-Николовска (р. 1950), северномакедонска съдийка
- Мария Ангелова (р. 1980), северномакедонска педагожка и политик
- Марта Арсовска-Томовска (р. 1973), северномакедонски политик
- Марта Маркоска (р. 1981), северномакедонска поетеса
- Мартин Треневски (р. 1949), северномакедонски политик
- Мария Константинова Попова (31 май 1915 – ?), завършила в 1942 година педагогика в Софийския университет[46]
- Мария Христова Наумова (15 август 1918 – ?), завършила в 1942 година немска филология в Софийския университет[47]
- Мариян Додовски (р. 1966), северномакедонски политик
- Мариян Марияновски (р. 1938), северномакедонски юрист, професор в Скопския университет
- Мартин Вучич (р. 1982), северномакедонски певец
- Матилда Ивкович (р. 1936), югославска балерина
- Мая Оджаклиевска (р. 1954), северномакедонска и сръбска певица
- Мехмед ефенди Дюлгерзаде (? – 1569), поет
- Мила Царовска (р. 1984), северномакедонски политик
- Милан Никончов, български революционер от ВМОРО, четник на Петър Журски[48]
- Миле Николчев, български революционер от ВМОРО, четник на Тодор Паница[49]
- Милош Коджоман (1952 – 2014), художник от Република Македония
- Милчо Манчевски (р. 1959), северномакедонски режисьор
- Митре Петруш, махала Хамидие, българин, православен, арестуван на 19 август 1903 година, обвинен в „присъединяване към бунтовническите разбойници и вървене по пътя на разбойничеството“, осъден на 3 години затвор в твърдина, амнистиран с общата амнистия от 12 април 1904 година[50]
- Михаил Димитриев, български революционер от ВМОРО, четник на Богдан Баров[51]
- Михо Атанасовски (1934 – 2008), писател от Република Македония
- Мицко Георгиев, български революционер, деец на ВМОРО, жив към 1918 г.[38]
- Методи Котевски (1923 – ?), югославски партизанин
- Методия Петровски (1938 – 2008), югославски политик
- Музафер Байрам (р. 1983), политик от Република Северна Македония

### Н
- Нада Макеларска (р. 1946), народна певица
- Нако З. Силянов (1869 – ?), български просветен деец, завършил в 1894 година филология в Софийския университет, учител в българската духовна семинария в Цариград[52]
- Насер Селмани (р. 1973), северномакедонски публицист
- Наум Гризо (1939 – 2011), северномакедонски юрист
- Наташа Андонова (р. 1974), северномакедонска художничка
- Наташа Бунтеска (р. 1973), северномакедонска поетеса
- Наташа Габер-Дамяновска (р. 1962), северномакедонска съдийка
- Неджати Зекирия (1928 – 1988), писател от Социалистическа Република Македония
- Недко Варимесов, български революционер от ВМОРО
- Никодим Тивериополски (Боян Атанасов) (1864 – 1932), български духовник, одрински епископ
- Никола Георгиевски (1922 – 2000), политик от Социалистическа република Македония, министър
- Никола Груевски (р. 1970), северномакедонски политик, министър-председател
- Никола Кастратович (1926 – 2014), офицер, генерал-лейтенант от ЮНА
- Никола Манкев (1883 – 1903), български революционер на ВМОК, четник при Стоян Бъчваров, загинал при сражението с турски аскер в Карбинци[53]
- Никола Матовски (р. 1939), северномакедонски юрист
- Никола Попоски (р. 1977), северномакедонски политик, министър
- Никола Стефче, от махалата Хаджи Лала,[54] българин, православен, арестуван на 2 юли 1903 година, обвинен в „организиране на комитет в Скопие и участие в бунтовническите подготовки, в които с револвер е убит Стоян, търговец на строителен дървен материал, когото планирали да го убият, защото не им давал парите, поискани за поддръжка на делата на комитета; при това бил ранен и Търпе, който бил до Стоян“, осъден на 3 години затвор в твърдина, амнистиран с общата амнистия от 12 април 1904 година[55]
- Никола Тодоров (р. 1979), северномакедонски политик, министър
- Невена Георгиева (1925 – 1942), югославска партизанка

### О
- Огнен Бояджиски (1945 – 2017), северномакедонски журналист и общественик
- Октай Махмути (р. 1968), турски баскетболен треньор
- Олег Дементиенко (р. 1956), северномакедонски поет
- Орце Николов (1916 – 1942), комунистически партизанин, народен герой на Република Македония

### П
- Павле Давков (1925 – 1978), югославски политик
- Пандел Дойчинов (? – 23 януари 1904), скопски войвода, арестуван в навечерието на въстанието в 1903 година, умрял в Куршумли хан.[56]
- Панко Т. Щалганов (1867 – ?), завършил история в Софийския университет в 1896 година[57] и право във Фрибурския и в Брюкселския университет в 1905 година[58]
- Панта Джамбазоски (р. 1960), музикант и новинар от Северна Македония
- Панче Неделковски (1912 – 1945), югославски партизанин
- Панчо Трайков Кочоранов, български офицер,[59] деец на Скопското благотворително братство през 1936 година в София[60]
- Перо Стояновски (р. 1970), северномакедонски политик, министър
- Петруш Шагманов (1851 – ?), български общественик
- Петър Ацев (1903 – 1982), български емигрантски деец на МПО
- Петър Теохаров Икономов (10 април 1915 – ?), завършил в 1942 година естествена история в Софийския университет[61]
- Петър Хаджибошков (р. 1928), скулптор от Северна Македония
- Поликсена Гавровска (р. 1946), северномакедонски юрист

### Р
- Радмила Шекеринска (р. 1972), северномакедонски политик
- Радмила Киприянова-Радованович (р. 1941), северномакедонски политик
- Ратка Димитрова (р. 1940 – 2020), северномакедонска цигуларка и политик
- Ристо Въртев (р. 1960), северномакедонски музикант
- Ристо Галич (1925 – 1985), архитект и политик от Социалистическа република Македония
- Ристо Янков (р. 1998), северномакедонски футболист
- Родолюб Анастасов (р. 1935), северномакедонски художник

### С
- Сабри Беркел (1907 – 1993), виден турски художник
- Сафет Назири (р. 1971), северномакедонски политик, депутат от ПДП
- Светлана Порович Михайлович (р. 1959), сръбска писателка
- Светлана Якимовска (р. 1956), северномакедонска юристка и политик
- Свобода Атанасова (р. 1922), виден български учен, медик микробиолог
- Силян Аврамовски (р. 1960), северномакедонски политик
- Славе Езеров (1906 – 1972), виден български писател, автор на едни от първите български еротични романи
- Славица Урумова-Марковска (р. 1987), северномакедонска поетеса
- Славко Яневски (1920 – 2000), виден писател от Република Македония
- Славчо Бабаджанов (1868 – ?), български общественик, политик, предприемач и юрист
- Слободан Унковски (р. 1948), северномакедонски политик, министър
- Снежана Стамеска (р. 1946), северномакедонска актриса
- Снежана Стойчевска (р. 1980), северномакедонска поетеса
- София Тодорова (р. 1947), северномакедонски политик
- Спартак Паскалевски (р. 1947), български художник
- Спиро Гайдарджиев (1874 – 1968), български революционер
- Спиро Дильов (1881 – ?), български революционер
- Стефан (Стефче) Блажев (Блажов),[7] български революционер, деец на ВМОРО, жив към 1918 година,[38] от махалата Хаджи Лала, българин, православен, арестуван на 2 юли 1903 година, обвинен в „организиране на комитет в Скопие и участие в бунтовническите подготовки, в които с револвер е убит Стоян, търговец на строителен дървен материал, когото планирали да го убият, защото не им давал парите, поискани за поддръжка на делата на комитета; при това бил ранен и Търпе, който бил до Стоян“, осъден на 3 години затвор в твърдина, амнистиран с общата амнистия от 12 април 1904 година[14]
- Стево Цървенковски (1947 – 2004), политик от Република Македония
- Стерьо Кранго (1920 – 1991), югославски партизанин
- Стефан Георгиевски (р. 1931), северномакедонски юрист, професор в Скопския университет
- Стефан Иванов Русяков (7 май 1916 – ?), завършил в 1942 година право в Софийския университет[62]
- Стефан Маневски (1934 – 1997), скулптор от Република Македония
- Стефан Петров (1873 – 1926), български революционер
- Стефан Ристовски (р. 1992), северномакедонски футболист
- Стефан Хаджиниколов (р. 1955), северномакедонски художник
- Стоян Димов, български революционер от ВМОРО, четник на Кръстьо Българията[63]
- Стоян Димитров, български революционер от ВМОРО, четник на Петър Радев – Пашата[64]
- Стоян Стефков (1882 – ?), български революционер от ВМОРО, четник на Велко Манов[65]
- Стоян Стойче, от махалата Хаджи Лала, българин, православен, арестуван на 2 юли 1903 година, обвинен в „организиране на комитет в Скопие и участие в бунтовническите подготовки, в които с револвер е убит Стоян, търговец на строителен дървен материал, когото планирали да го убият, защото не им давал парите, поискани за поддръжка на делата на комитета; при това бил ранен и Търпе, който бил до Стоян“,[55] осъден на 3 години затвор в твърдина, амнистиран с общата амнистия от 12 април 1904 година[7]
- Сърджан Керим (р. 1948), северномакедонски политик, председател на Общото събрание на ООН

### Т
- Тамара Тодевска (р. 1985), северномакедонска певица
- Таня Ковачев (р. 1983), северномакедонска икономистка и политик
- Татяна Прентович (р. 1964), северномакедонска университетска преподавателка, учен и политик
- Теона Митевска (р. 1974), северномакедонска режисьорка, сценаристка и продуцентка
- Тихомир Бурков (1912 – 1987), виден български учен, стоматолог
- Тодор Иванов (1882 – ?), български революционер от ВМОРО
- Тодор Милев, български революционер
- Тодор Павлов, български дипломат
- Тодор Стоянов (1888 – 1975), български просветен, културен и обществен деец
- Тодор Ристо, българин, православен, от махалата Игит паша, арестуван на 26 юни 1903 година, обвинен в „организиране на комитет в Скопие и участие в бунтовническите подготовки, в които с револвер е убит Стоян, търговец на строителен дървен материал, когото планирали да го убият, защото не им давал парите, поискани за поддръжка на делата на комитета; при това бил ранен и Търпе, който бил до Стоян“, осъден на доживотна каторга, лежал в Скопския затвор, амнистиран с общата амнистия от 12 април 1904 година[66]
- Тодор Черваров (1880 – ?), български революционер от ВМОРО
- Тома Карайовов (1868 – 1951), български революционер, деец на ВМОК, политик и дипломат
- Тома Машаров (1881 – ?), български революционер
- Тома (Томче) Петров, български революционер от ВМОРО, четник на Васил Аджаларски[67] от махалата Хараджи Салахудин, българин, православен, арестуван на 26 юни 1903 година, обвинен в „организиране на комитет в Скопие и участие в бунтовническите подготовки, в които с револвер е убит Стоян, търговец на строителен дървен материал, когото планирали да го убият, защото не им давал парите, поискани за поддръжка на делата на комитета; при това бил ранен и Търпе, който бил до Стоян“,[15] осъден на 3 години затвор в твърдина, амнистиран с общата амнистия от 12 април 1904 година[68]
- Тома Петров, български юрист
- Томо Владимирски (1904 – 1971), югославски художник
- Трайче Зафиров, български революционер от ВМОРО, четник на Александър Георгиев[69]
- Трайче Чайчаров (1841 – ?), български общественик
- Трифун Костовски (р. 1946), северномакедонски политик и бизнесмен
- Търпе Яковлевски (1925 – 2005), югославски партизанин и политик
- Търпо Здравковски (р. 1938), северномакедонски офицер, генерал-майор
- Тодор Хаджимитков (1898 – 1987), български лекар
- Тръпче Йован, от махалата Хараджи Салахудин, българин, православен, арестуван на 25 ноември 1903 година, обвинен, че „в името на комитета искал пари от скопския механджия Мисаил“, осъден на 3 години каторга, амнистиран с общата амнистия от 12 април 1904 година[14]

### У
- Усния Реджепова (1946 – 2015), актриса и певица от Република Македония

### Ф
- Филип Георгиевски (р. 1975), северномакедонски поет
- Филиз Ахмет (р. 1981), турска актриса
- Флора Кадриу (р. 1966), северномакедонски политик, депутат от ДПА
- Фуат Яман (р. 1958), турски футболен треньор

### Х
- Хазбие Ибиши (р. 1977), северномакедонски политик, депутат от ДПА
- Хасан Риза Сояк (1893 – 1966), турски политик и издател, секретар на Ататюрк
- Хамди Демир (1917 – 1976), политик от Социалистическа република Македония от турски произход
- Христина Татич (1916 – 2003), югославска актриса
- Хусеин Абдурахман (1921 – 2001), актьор от Социалистическа република Македония

### Ц
- Цветан Димов (1910 – 1942), югославски партизанин
- Цеко Аце, от махалата Ибни Пайко, българин, православен, арестуван на 2 юли 1903 година, обвинен в „организиране на комитет в Скопие и участие в бунтовническите подготовки, в които с револвер е убит Стоян, търговец на строителен дървен материал, когото планирали да го убият, защото не им давал парите, поискани за поддръжка на делата на комитета; при това бил ранен и Търпе, който бил до Стоян“, осъден на 3 години затвор в твърдина, амнистиран с общата амнистия от 12 април 1904 година[55]

### Ч
- Чедомир Яневски (р. 1961), северномакедонски футболист и треньор

### Ш
- Шабан Салиу (р. 1961), северномакедонски политик, депутат от Демократични сили на ромите
- Шабан Търстена (р. 1965), борец от Социалистическа федеративна република Югославия
- Шарък Тара (1930 – 2018), турски бизнесмен

### Ю
- Юсуф Налкесен (1923 – 2003), турски композитор
- Юсуф Сюлейман (р. 1950), северномакедонски поет

### Я
- Ядранка Владова (1956 – 2004), писателка от Република Македония
- Яна Стояновска (р. 1985), северномакедонска актриса, „Мис Македония“
- Яне Мильовски (р. 1946), северномакедонски политик
- Ясминка Дамческа (р. 1974), северномакедонска лекарка и политик
- Яхия Кемал Беятлъ (1884 – 1958), турски поет
- Яшар Наби Найър (1908 – 1981), турски писател, поет и общественик

### Опълченци от Скопие
- Ангел Георгиев, III опълченска дружина, умрял преди 1918 г.[70]
- Зафир Трайков, II опълченска дружина, умрял преди 1918 г.[71]
- Коста Иванов, III опълченска дружина, умрял преди 1918 г.[70]
- Младен Стоянов, III опълченска дружина, умрял преди 1918 г.[72]
- Никола Арангелов, IV опълченска дружина, умрял преди 1918 г.[72]
- Панайот Бурков, III опълченска дружина, умрял преди 1918 г.[70]
- Петър Стоянов, IV опълченска дружина, умрял преди 1918 г.[73]
- Серафим Атанасов, III опълченска дружина, умрял преди 1918 г.[70]
- Стефан Луков, IV опълченска дружина, умрял преди 1918 г.[73]

### Македоно-одрински опълченци от Скопие
- Ангел Трайков Ангелков, 28-годишен, калайджия, 4 рота на 2 скопска дружина[74]
- Велко Арсов, 18-годишен, хлебар, 4 рота на 2 скопска дружина, носител на орден „За храброст“ IV степен[75]
- Цветко Ацев, 42-годишен, 3 рота на 10 прилепска дружина[76]

## Починали в Скопие
А – Б – В – Г – Д – Е – Ж – З – И – Й – К – Л – М – Н – О – П – Р – С – Т – У – Ф – Х – Ц – Ч – Ш – Щ – Ю – Я

### А
- Александър Гьорчев (1933 – 1993), актьор от Социалистическа република Македония
- Анатоли Дамяновски (1928 – 1996), югославски политик
- Ангел Мойсовски (1923 – 2001), народен герой на Югославия
- Александър Матковски (1922 – 1992), историк от Република Македония
- Александър Георгиев (1912 – 1988), инженер и партизанин
- Александър Цветков Бояджиев (? – 1917), български военен деец, майор, загинал през Първата световна война[77]
- Анастас Митрев (1884 – 1952), български учител и политик, по-късно македонист и историк
- Ангел Младенов Стоянов (? – 1917), български военен деец, капитан, загинал през Първата световна война[78]
- Андрей Корабаров, български революционер
- Апостол Керамитчиев (1913 – 1997), археолог от Република Македония
- Арсо Локвички (1870 – 1923), български революционер
- Асен Богданов (1908 – 1948), български полицай
- Аспарух Георгиев Бараков, български военен деец (? – 1917), капитан, загинал през Първата световна война[79]
- Анте Поповски (1931 – 2003), поет, есеист и публицист от Република Македония
- Асен Тодоров (1913 – 1990), новинар от Социалистическа република Македония
- Атанас Попов Димов, български военен деец (? – 1917), поручик, загинал през Първата световна война[80]
- Ацо Шопов (1923 – 1982), поет и преводач от Социалистическа република Македония
- Атина Бояджи (1944 – 2010), плувкиня от Република Македония

### Б
- Бано Русо (1920 – 2006), югославски партизанин
- Благой Давков (1921 – 1943), югосласки партизанин
- Благоя Деспотовски (1919 – 1941), югославски партизанин
- Благоя Корубин (1921 – 1995), югославски партизанин и филолог
- Блаже Конески (1921 – 1993), югославски филолог, създател на македонския книжовен език
- Блажо Тр. Велков – Развигора (? – 1941), български революционер от ВМОРО[81]
- Божидар (Даре) Джамбаз (1911 – 1981), партизанин
- Борис Алексовски (1918 – 2002), югославски и македонски политик
- Борис Арсов (1906 – 1954), професор от Социалистическа република Македония, югославски партизанин
- Борис Атков (1904 – 1989), интербригадист и партизанин
- Борис Иванов Долгов (? – 1917), български военен деец, подпоручик, загинал през Първата световна война[82]
- Борис Милевски, югославски партизанин и военен деец
- Борис Рикаловски (1940 – 2010), югославски политик и министър в Югославия и Република Македония
- Борислав Траиковски (1917 – 1996), художник от Република Македония
- Борко Лазески (1917 – 1993), художник от Република Македония
- Борко Темелковски (1919 – 2001) югославски политик
- Боро Мокров (1917 – 2005) югославски партизанин
- Боро Чаушев (1917 – 2001), югославски политик, партизанин
- Борис Мильовски (1921 – 1991), югославски политик
- Бранко Гапо (1931 – 2008), режисьор от Република Македония
- Благой Васков (1912 – 1983), югославски политик и професор

### В
- Вангел Аяновски (1909 – 1996), югославски партизанин
- Васил Аджаларски (1880 – 1909), български революционер
- Васил Ильоски (1900 – 1995), македонски писател
- Васил Христов Бачуров (Попбачуров) (1893 – 1917), български военен деец, поручик, загинал през Първата световна война[83]
- Васка Илиева (1927 – 2001), певица от Република Македония
- Велимир Прелич (1894 – 1928), сръбски юрист
- Величко Велянов (1874 – 1943), български революционер, скопски окръжен войвода на ВМОРО
- Вера Вучкова (1925 – 2014) – българска и македонска актриса
- Видое Подгорец (1934 – 1997), писател от Северна Македония
- Владимир Полежиноски (1913 – 1980), югославски и македонски политик
- Ванчо Бурзевски (1916 – 2007), югославски и македонски политик
- Вельо Манчевски (1905 – 1962), югославски партизанин
- Васка Дуганова (1922 – 1996), югославска партизанка
- Вулнет Старова (1934 – 1994), югославски политик от албански произход
- Васил Георгов (1910 – 1968), югославски политик и министър на горите и държавното стопанство на СРМ
- Виктор Ачимович (1915 – 1987), югославски журналист, филмов оператор
- Васил Дилев (1913 – 2011), футболист от Социалистическа република Македония
- Васил Хаджиманов (1906 – 1969), македонски музиколог
- Вукан Диневски (1927 – 2006), актьор от Социалистическа република Македония

### Г
- Гарабет Мурадов (? – 1916), български военен деец, санитарен капитан, загинал през Първата световна война[84]
- Георги Абаджиев (1910 – 1963), писател от Социалистическа република Македония
- Георги Андонов Бинин (Бибин) (? – 1918), български военен деец, подпоручик, загинал през Първата световна война[85]
- Георги Божиков (1931 – 1986), български оперен певец
- Георги Петров Сяров (? – 1915), български военен деец, майор, загинал през Първата световна война[86]
- Георги Шоптраянов, (1907 – 2001) македонски филолог, югославски партизанин
- Гьоре Дамевски (1922 – 1995), югославски партизанин
- Георги Цаца (1920 – 2006), политик от Социалистическа република Македония
- Гьоре Гьорески (1926 – 1978), югославски партизанин

### Д
- Данаил Димитров Бандев (? – 1916), български военен деец, капитан, загинал през Първата световна война[87]
- Дарко Дамевски (1932 – 1983), актьор от Социалистическа република Македония
- Джемаил Максут (1933 – 2001), актьор от Република Македония
- Джино Симеонов (1915 – 1984), български и югославски футболист
- Димитър Гюзелов (1902 – 1945), български революционер
- Димитър Керамичиев (1936 – 2008), психолог от Република Македония
- Димитър Пандилов (1898 – 1963), югославски художник
- Димо Тодоровски (1910 – 1983), скулптор от Социалистическа република Македония
- архиепископ Доситей (Димитрия Стойковски) (1906 – 1981), глава на Македонската православна църква
- Душко Аврамов (1938 – 1998), детски поет от Република Македония
- Димче Аджимитрески (1916 – 1994), партизанин
- Диме Бояновски (1909 – 2002), партизанин и историк
- Димче Зографски (1898 – 1985), български революционер, деец на ВМРО (обединена)
- Димитър Гешоски (1928 – 1989), актьор от Социалистическа република Македония
- Димитър Стефанов (1899 – 1950), български революционер, терорист на ВМРО
- Димитър Топурковски (1911 – 1981), югославски партизанин
- Димче Беловски (1923 – 2010), партизанин и политик
- Драги Тозия (1919 – 1983), югославски партизанин
- Драгутин Аврамовски (1931 – 1986), художник от СРМ
- Дургут Едиповски (1937 – 1991), политик от Социалистическа република Македония
- Драги Костовски (1930 – 1980), югославски актьор
- Драги Кръстевски (1930 – 1987), югославски актьор
- Драголюб Боцинов (1933 – 2003), югославски и македонски генерал
- Душко Костовски (1930 – 1995), актьор от Северна Македония

### Е
- Евдокия Фотева (1926 – 2011), комунистическа партизанка
- Елена Гюркович (1924 – 2004), политик от Социалистическа република Македония

### Ж
- Жамила Колономос (1922 – 2013), партизанка

### З
- Злате Тренески (1916 – 2006), югославски партизанин
- Златко Биляновски (1920 – 2009), югославски политик, народен герой на Югославия, началник на скопската УДБА

### И
- Иван Анастасов (1908 – 1979), български лекар-радиолог
- Иван Велков (1930 – 2008), художник от Република Македония
- Иван Дойчинов (1909 – 1991), югославски партизанин
- Иван Казанджиев (? – 1917), български военен деец, санитарен капитан, доктор, загинал през Първата световна война[88]
- Иван Стоянов Къчовски (? – 1917), български военен деец, запасен подпоручик, загинал през Първата световна война[89]
- Иван Точко (1914 – 1973), писател от Социалистическа република Македония
- Илия Ангелакович (? – 1874), български лекар
- Илия Джувалековски (1915 – 2004), актьор от Република Македония
- Илия Чулев (1908 – 1950), деец на ВМРО (обединена) и партизанин

### Й
- Йован Гелев (1880 – 1954), свещеник и член на АСНОМ
- Йон Исая (1915 – 1993), актьор от Република Македония
- Йордан Николов Ковачев (? – 1915), български военен деец, подпоручик, загинал през Първата световна война[90]

### К
- Каменчо Георгов (1940 – 2005), политик от Социалистическа република Македония
- Кирил Кямилов (1898 – 1976), интербригадист и партизанин
- Кирил Пенушлиски (1912 – 2004), фолклорист от Република Македония
- Кирил Петрушев (1885 – 1980), югославски политик
- Кирил Стоянов (1878 – 1909), български просветен деец и революционер, деец на ВМОРО
- Кирил Чаулев (1918 – 1983), политик и журналист от Република Македония
- Кераца Висулчева (1910 – 2004), български художник от Егейска Македония
- Коле Чашуле (1921 – 2009), югославски партизанин, политик и македонски писател
- Константин Минович (? – 1905), сърбомански свещеник
- Круме Кепески (1908 – 1988), граматик на македонския литературен език
- Кирил Кръстевски (1909 – 1965), югославски партизанин
- Кирил Георгиевски (1910 – 1986), югославски партизанин
- Круме Наумовски (1914 – 1995), югославски партизанин и политик от Социалистическа Република Македония
- Кирил Жерновски (1897 – 1972), инженер и член на АСНОМ
- Киро Поповски (1942 – 1995), политик от Социалистическа република Македония
- Крум Тошев (1912 – 1976), учен от Социалистическа република Македония
- Кръсто Симовски (? – 1987), политик от Социалистическа република Македония
- Кирил Кьортошев (1922 – 2003), актьор от Република Македония.
- Кочо Тулевски (1921 – 1995), политик от Социалистическа република Македония

### Л
- Лазар Колишевски (1914 – 2002), югославски комунист, политик
- Лазар Китановски (1948 – 2011), политик от Северна Македония
- Лиляна Чаловска (1920 – 1997), политик от Северна Македония
- Ленче Арсова, (1919 – 2002), партизанин и политик от Социалистическа република Македония
- Лазар Калайджийски (1913 – 1987), югославски партизанин
- Лоренц Антони (1909 – 1991), югославски композитор
- Лютви Руси (1923 – 1981), югославски партизанин, писател
- Любен Георгиевски (1925 – 2009), югославски партизанин
- Любомир Белогаски (1911 – 1994), художник от Република Македония
- Любен Лапе (1910 – 1985), югославски историк
- Любомир Белогаски (1812 – 1994), художник от Република Македония
- Любомир Йованович (1877 – 1913), сръбски новинар и революционер
- Любчо Гроздев (1930 – 1989), политик от Социалистическа република Македония

### М
- Мара Бунева (1902 – 1928), българска революционерка
- Марийка Георгиева (1924 – 1957), българска партизанка
- Мара Исая (1923 – 2006), югославска актриса и актриса от Република Македония
- Минко Пенев Няголов (? – 1917), български военен деец, капитан, загинал през Първата световна война[91]
- Мирче Ацев (1915 – 1943), комунистически партизанин и национален герой на Северна Македония
- Михайло Керамитчиев (1915 – 1981), гръцки и югославски комунистически деец
- Милош Яковлевич (1892 – 1963), югославски и македонски лекар
- Методи Антов (1924 – 1996), югославски партизанин и политик
- Методий Папаемануил (? – 1896), гръцки духовник
- Михо Михайловски (1915 – 2003), югославски партизанин
- Миле Филиповски (1920 – 1986), югославски партизанин

### Н
- Нада Богданова (1914 – 1987), югославска партизанка
- Нада Гешоска (1930 – 2003), актриса от Социалистическа република Македония
- Нейко Петров (? – 1916), български военен деец, подпоручик, загинал през Първата световна война[92]
- Наджи Салих (1920 – 1975), политик от Социалистическа република Македония
- Никола Бакулевски (1928 – 2002), югославски политик
- Никола Иванов-Балтон (1948 – 2012), художник от Република Македония
- Никола Мартиноски (1903 – 1973), югославски художник
- Никола Мицев (1913 – 1990), партизанин, член на АСНОМ
- Никола Кастратович (1926 – 2014), офицер, генерал-лейтенант от ЮНА
- Николай Иванов (1859 – 1935), руски генерал, преминал на сръбска служба

### О
- Осман Мифтари (1915 – 2001), югославски и македонски политик
- Олга Милосавлева (1934 – 1997), балерина и хореографка от Република Македония
- Олга Троячанец (1937 – 2011), германистка и преподавателка от Република Македония

### П
- Пенчо Генчев Койчев (? – 1916), български военен деец, поручик, загинал през Първата световна война[93]
- Петър Ширилов (1934 – 1988), писател от Социалистическа република Македония
- Петър Манговски (1909 – 2002), юрист от Република Македония и югославски партизанин
- Пецо Чинговски (1917 – 2000), партизанин
- Павле Игновски (1921 – 2002), югославски партизанин
- Петър Карев (1879 – 1951), български революционер
- Перо Д. Коробар (1914 – 2001), югославски партизанин и прокурор от Република Македония
- Петре Пърличко (1907 – 1995), актьор от Република Македония
- Петър Димитриевски (1926 – 2005), югославски партизанин, генерал-лейтенант от ЮНА

### Р
- Ратко Богоев (1922 – 1990), югославски партизанин и македонски политик
- Реис Шакири (1922 – 2006), югославски политик, партизанин
- Ристо Джунов (1919 – 2005), югославски партизанин и политик от Социалистическа република Македония
- Ристо Галич (1925 – 1985), архитект и политик от Социалистическа република Македония
- Ристо Калчевски (1933 – 1989), художник от Социалистическа република Македония
- Ристо Кордалов (1913 – 1983), комунистически деец
- Ристо Кърле (1900 – 1975), писател от Социалистическа република Македония
- Ристо Филиповски (1921 – 2003), политик от Социалистическа република Македония

### С
- Сейфедин Сулеймани (1938 – 2008), писател и политик от Социалистическа република Македония от албански произход
- Симон Дракул (1930 – 1999), писател от Република Македония
- Славко Яневски (1920 – 2000), виден писател от Република Македония
- Стале Попов (1902 – 1965), писател от Социалистическа република Македония
- Стево Цървенковски (1947 – 2004), политик от Северна Македония
- Страшо Пинджур (1915 – 1943), участник в комунистическата съпротива през Втората световна война
- Стерьо Кранго (1920 – 1991), югославски партизанин
- Стоилко Иванов (1920 – 2003), югославски партизанин
- Стоян Николов Задгорски (? – 1915), български военен деец, майор, загинал през Първата световна война[94]
- Саво Костовски (1925 – 1993), югославски партизанин
- Славе Иванов (1888 – 1948), български революционер
- Томислав Симовски (1929 – 1987), политик от Социалистическа република Македония
- Спиридон Благоев (1926 – 2009), деец на ДАГ, юрист, историк от Република Македония

### Т
- Таки Хрисик (1920 – 1983), арумънски композитор и музикален педагог от Социалистическа република Македония
- Ташо Аяновски (1908 – 1978), гръцки партизанин
- Теню Юрданов (Даскалов) Тенев (Юрданов) (? – 1917), български военен деец, поручик, загинал през Първата световна война[95]
- Тодор Скаловски (1909 – 2004), изтъкнат композитор от Република Македония
- Томо Шиякович (1930 – 1998), скулптор и художник от Република Македония
- Тихомир (? – 1040), български военачалник
- Тихомир Шарески (1921 – 2004), югославски партизанин
- Томо Кутурец (1906 – 1979), югославски партизанин и политик
- Томо Софрониевски (1920 – 2007), югославски партизанин
- Трайко Стойковски (1923 – 2005), югославски партизанин
- Търпе Яковлевски (1925 – 2005), югославски партизанин и политик
- Тодор Хаджимитков (1898 – 1987), български лекар
- Томислав Бундалевски (1935 – 2004), политик от Социалистическа република Македония

### Ф
- Фана Кочовска (1927 – 2004), югославска партизанка
- Фани Сарънедялкова (1920 – 2015), българска оперна певица
- Фируз Демир (1923 – 1988), политик от Социалистическа република Македония

### Х
- Христо Андонов Полянски (1927 – 1985), историк от Социалистическа република Македония
- Христо Коленцев (1916 – 1987), гръцки партизанин и деец на НОФ
- Христо Баялцалиев (1916 – 1999), български и югославски партизанин и политик
- Христо Недев (? – 1917), български военен деец, капитан, загинал през Първата световна война[96]
- Хиджет Рамадани (1924 – 1990), политик от Социалистическа република Македония
- Хисен Рамадани (1933 – 2012), политик от Република Македония
- Хусеин Абдурахман (1921 – 2001), актьор от Социалистическа република Македония

### Ц
- Цветан Димов (1910 – 1942), югославски партизанин
- Цеко Попиванов (1907 – 1944), югославски партизанин, поет и писател

### Ю
- Юрдан Личков Макавеев (? – 1917), български военен деец, капитан, загинал през Първата световна война[97]

### Я
- Янка Атанасова (1935 – 1980), балерина от Република Македония

## Други
- Константин Асен, скопски болярин, вероятно роден в Скопие, български цар от 1257 до 1277
- Лена Константе (1909 – 2005), румънска художничка, по произход по баща от Скопие
- Никола Якимов, български търговец и общественик, член на Централния комитет на Българските акционни комитети в Скопие
- Николина Гаврикова, първата българска акушерка, назначена от Българската екзархия в Македония. Установява се в Скопие в 1898 година, но две години по-късно е освободена заради конфликт между нея и българския търговски агент в Скопие, заради по-свободното ѝ поведение в обществото.[98]
- Трайко Дойчинович, български общественик и дарител, живял в Скопие, където имал голямо влияние